# ایننشتادت (فرانکفورت ام ماین)
ایننشتادت (به آلمانی: Frankfurt-Innenstadt) یک منطقهٔ مسکونی در آلمان است که در فرانکفورت واقع شده‌است. ایننشتادت ۶٬۵۵۰ نفر جمعیت دارد.